# ジョーイ・ミルズ
ジョーイ・ミルズ（Joey Mills、1998年5月20日 －）はアメリカ合衆国のゲイポルノ男優。

## 経歴
2016年、ポルノ業界にデビューすると、2018年と2019年のPornhubアワードでトップ・トゥインク・パフォーマー賞を2年連続受賞する。
2019年、Men.comと独占契約を結んだ。

## 人物
ポルノ業界で代表的なトゥインクとして大きな人気を集めるが、遺伝によって毛が濃いため、その処理に苦労しているという。

## 受賞
- Pornhubアワード (2018、2019年） - トップ・トゥインク・パフォーマー賞[4]
- GAYVNアワード (2020年) - フェイヴァリット・トゥインク賞[5]
- GRABBYSアワード
2019年 - 最優秀トゥインク・パフォーマー賞[6]
2021年 - ホテスト・ボトム賞[7]
2022年・2023年 - ホテスト・トゥインク賞[8][9]